# Welton (East Riding of Yorkshire)
Welton – wieś w Anglii, w hrabstwie East Riding of Yorkshire. Leży 15 km na zachód od miasta Hull i 249 km na północ od Londynu. W 2001 miejscowość liczyła 1560 mieszkańców.